# Sonate pour alto et piano (Rubinstein)
Pour les articles homonymes, voir Sonate pour alto et piano.

La Sonate pour alto et piano en fa mineur opus 49 est une composition de musique de chambre d'Anton Rubinstein. Composée en 1855, elle est dédiée au violoncelliste et altiste Alexandre Drobisch.

## Structure
La sonate comporte quatre mouvements :
1. Moderato
2. Andante
3. Moderato con moto
4. Allegro assai

- Durée d'exécution: trente minutes